# تحقق
منظور از تحقق در نظریه سیستم‌ها یک مدل فضای حالت است که یک رفتار ورودی خروجی داده شده را داشته باشد. یعنی  برای یک رابطه ورودی خروجی داده شده، یک تحقق چهارتایی ماتریسهای تغییر پذیر با زمان {\displaystyle [A(t),B(t),C(t),D(t)]}  بطوری که
{\displaystyle {\dot {\mathbf {x} }}(t)=A(t)\mathbf {x} (t)+B(t)\mathbf {u} (t)}
{\displaystyle \mathbf {y} (t)=C(t)\mathbf {x} (t)+D(t)\mathbf {u} (t)}
که در آن {\displaystyle (u(t),y(t))} ورودی و خروجی سیستم در هر لحظه  {\displaystyle t} هستند.